# 十三罗汉
《瞞天過海：13王牌》（英語：Ocean's Thirteen）是一部於2007年上映的美國電影。由史蒂芬·索德柏執導，本片是电影《瞞天過海》以及《瞞天過海2：長驅直入》的续集，也应该是本系列中的最后一部。除茱莉娅·罗伯茨和外，前两部影片中的其他主要演员都在本片中继续扮演角色。布赖恩·科普曼（Brian Koppelman）和大卫·莱维恩（David Levien）合写了本片剧本，于2006年7月在拉斯维加斯和洛杉矶开拍。

## 劇情
盜竊團隊成員之一的富豪鲁本·迪什科夫（艾略特·高德 饰），與拉斯维加斯赌场大亨威利·班克（艾尔·帕西诺 饰）合资新酒店連赌场，鲁本为班克争取到了关键的契約之後，班克使出老千手段，迫使魯本交出股份，獨吞整個賭場。魯本因不堪受騙而突發嚴重的心肌梗塞，整個人陷入昏迷。四星期後，丹尼·歐遜（喬治·克隆尼 饰）等十名盜竊團隊成員围在魯本的病床前，发誓要为他复仇，要在班克的酒店正式開幕營運的當天晚上，就賠錢賠到倒閉。
丹尼等人得知由于资金不足，班克在新酒店連賭場的建设过程中不得不向一些竞争对手寻求協助，并讓他们成為董事会成員。班克向他們承諾，如果酒店及賭場在第一季度中不能获利五亿美元，班克就会失去他的董事长席位。丹尼等人為了讓酒店賭場無法達成五億美元的盈利目標，企圖用些『方法』讓所有的赌客都能贏錢。丹尼等还计划让酒店失去获得酒店業最高級別的榮譽“五钻奖”（Five Diamond Award）。班克在其他地方經營的酒店均获得过这项最高荣誉，也每次都订做了高级的钻石项链表示庆祝。由于对新酒店信心十足，他已事先买好了项链，等待获奖。
盜竊團隊面临的主要问题是班克的賭場裡裝有能够執行逻辑推理程式的人工智慧安全系统：“格莱克”（Greco）；为此他们请来了技术专家罗曼·纳格尔（艾迪·伊扎德 饰）。羅曼指“格莱克”是他的一位老同学格莱克·蒙哥马利（朱利安·山德斯 饰）设计的，能够监视所有赌客的生理变化，所有賭場內的老千皆逃不過“格莱克”的監視，另外“格莱克”安設在賭場保安十分嚴密之處，而且有獨立電源，要令它停止運作基本上是不可能；唯一能使“格莱克”暂停的手段就是發生自然灾害或空腔磁控管，系统感应到安全威胁时会自动锁定，但三分钟二十秒後系統將重新啟動。丹尼等盜竊團隊決定由巴舍·塔尔（唐·奇鐸 飾）负责操作一台全断面隧道钻掘机，鑽挖到賭場地底，製造出人造地震的效果，並假借電話公司送出內有空腔磁管的電話給班克，使其於進入操作室時親自弄停“格萊克“，令“格莱克”暫停運作三分鐘二十秒，盜竊團隊就在這段時間讓賭場內的賭客贏大錢。

## 演员
| 演员                           | 角色                                |
| ------------------------------ | ----------------------------------- |
| 乔治·克鲁尼（George Clooney）  | 丹尼尔·奥申（Daniel Ocean）         |
| 布拉德·皮特（Brad Pitt）       | 拉斯帝·莱恩（Rusty Ryan）           |
| 马特·戴蒙（Matt Damon）        | 莱纳斯·卡德威尔（Linus Caldwell）   |
| 唐·奇鐸（Don Cheadle）         | 巴舍·塔尔（Basher Tarr）            |
| 伯尼·麦克（Bernie Mac）        | 弗兰克·凯顿（Frank Catton）         |
| 凱西·艾弗列克（Casey Affleck） | 维吉尔·马洛伊（Virgil Malloy）      |
| 史考特·肯恩（Scott Caan）      | 特克·马洛伊（Turk Malloy）          |
| 秦少波                         | 小颜（Amazing Yen）                 |
| 卡尔·雷纳（Carl Reiner）       | 绍尔·布鲁姆（Saul Bloom）           |
| 艾迪·詹米森（Eddie Jemison）   | 李文斯顿·戴尔（Livingston Dell）    |
| 艾略特·高德（Elliott Gould）   | 鲁本·迪什科夫（Reuben Tishkoff）    |
| 艾尔·帕西诺（Al Pacino）       | 威利·班克（Willy Bank）             |
| 安迪·賈西亞（Andy Garcia）     | 特里·班尼迪克特（Terry Benedict）   |
| 文森·卡索（Vincent Cassel）    | 弗郎索瓦·图鲁尔（François Toulour） |
| 艾倫·芭金（Ellen Barkin）      | 阿比盖尔·斯邦德（Abigail Sponder）  |
| 艾迪·伊扎德（Eddie Izzard）    | 罗曼·纳格尔（Roman Nagel）          |
| 大衛·培莫（David Paymer）      | 五钻酒店评审员                      |
| 朱利安·山德斯（Julian Sands）  | 格莱克·蒙哥马利（Greco Montgomery） |

## 迴響

### 專業評價
爛番茄新鮮度70%，基於195條評論，平均分為6.4/10，而在Metacritic上得到62分，IMDB上得6.9分，評價良好。口碑較上集來說提升了不少，但還是低於2001年上映的第一集。

### 票房
上映後在全美得到了1億1千萬美元的成績，而在外地也得到了1億9千萬美元的成績，總和後全球各地票房達到了3億1千萬美元，足足為預算的3倍之多。